# Яеяма (мінний загороджувач)
«Яеяма» Yaeyama (яп. 八重山) був невеликим мінним загороджувачем Імперського ВМС Японії, який перебував на службі під час Другої китайсько-японської війни та Другої світової війни насамперед як ескортне судно.  Він був названий на честь островів Яеяма в архіпелазі Рюкю. Він був першим японським військовим кораблем, побудованим із повністю зварним корпусом.

## Передумови та побудова
Бюджет Імперського ВМС Японії на 1927 фіскальний рік включав невеликий мінний загороджувач для прибережної та річкової служби для доповнення більших мінних загороджувачів, колишніх крейсерів "Асо" та "Токіва". «Яеяма» спустив на воду Військово-морським арсеналом Куре в префектурі Хіросіма, Японія, 15 жовтня 1931 року, і був введений в експлуатацію 31 серпня 1932 року. 

## Історія служби
Після завершення будівництва «Яеяма» був призначений до військово-морського округу Сасебо. У серпні 1937 року, після інциденту на мосту Марко Поло та початку Другої китайсько-японської війни, «Яеяма» був призначений флагманом для 11-го сентаю канонерських човнів адмірала Танімото в Шанхаї, який відповідав за патрулювання на річці Янцзи. «Яеяма» прикривав десантування підкріплень з числа "спеціальних військово-морських сил висадки" у Шанхайській битві та брав участь у евакуації 20 000 японських мирних жителів із міста назад до Японії. Потім корабель був виведений у резерв 1 грудня 1937 року. 
«Яеяма» був реактивований 25 травня 1938 року та допомагав прикривати висадки додаткових японських військ у Тяньцзіні та вздовж річки Янцзи в липні. Потім він був відправлений в Амой з 26 вересня 1939 року до переходу в Палау 1 грудня 1941 року. 
На момент нападу на Перл-Гарбор у грудні 1941 року «Яеяма» був виділений для участі у «Операції М» (вторгнення на південь Філіппін), вирушив із Палау для мінування протоки Сурігао. 3 січня 1942 року корабель став флагманом третього експедиційного флоту адмірала Рокузо Сугіяма і прикривав висадку в Субік-Бей. Під час перебування в лютому в Субіку «Яеяма» невдало атакував торпедний катер «USS PT-32». «Яеяма» базувався в Манілі з липня 1942 року під загальним командуванням Південно-Західного флоту. 
У грудні 1943 року «Яеяма» переобладнали на морському арсеналі Кавіте в корабель супроводу для протичовнової оборони, при цьому всі пристрої для постановки мін були зняті та замінені 36 глибинними бомбами. Корабель передали до Першого Південного експедиційного флоту (відповідав за контроль над окупованими територіями Індокитаю та Малаї). У січні 1944-го корабель супроводжував конвої транспортів з Маніли до Сінгапуру, а 15 – 23 травня 1944-го пройшов з Маніли до острова Хальмахера з конвоєм H-26, а 27 червня – 5 липня здійснив рейс по тому ж маршруту з конвоєм H-30. 
Вранці 24 вересня 1944 року «Яеяма» затонув, вражений щонайменше десятьма бомбами під час авіаційної атаки 96 Grumman F6F Hellcat та 24 літаків Curtiss SB2C Helldiver з авіаносців «Інтрепід» і «Лексінгтон», а також легкого авіаносця «Кебот» у той час, коли він стояв на якорі в затоці Корон острова Басуанга, поблизу острова Палаван Філіппінського архіпелагу у точці з координатами 12°15′ пн. ш. 121°00′ сх. д. / 12.250° пн. ш. 121.000° сх. д..  Більшість екіпажу врятувалася, включаючи його командира, капітана Мічізо Цуцумі. 